# Sheila Dikshit
Sheila Dikshit (Dixit), född 31 mars 1938 i Kapurthala i Punjab, död 20 juli 2019 i Delhi, var en indisk politiker (INC). Hon var chefsminister (Chief Minister) i det indiska huvudstadsterritoriet Delhi 1998–2013. M.A..

## Politisk karriär i korthet
- 1984-1989: Ledamot av Lok Sabha för valkretsen Kannauj i Uttar Pradesh.
- 1986-1989: Medlem av Indiens regering, först som biträdande minister för parlamentariska förbindelser och sedan som biträdande minister i premiärministerns kansli.
- 1990: Fängslades av delstatsregeringen i Uttar Pradesh för kvinnorättsliga protester.
- 1998: Tog 3 december över som första kvinnliga premiärminister i Delhi sedan Kongresspartiet vunnit en storseger.
- 2003: Omvald till premiärminister.